# Alu (Estonia)
Alu è un borgo del comune di Rapla nella contea di Raplamaa, in Estonia. La sua popolazione risultava pari, nel 2001, a 950 abitanti.
È situato a circa 3 km dal capoluogo comunale.
È menzionato per la prima volta in un documento ufficiale nel 1241 come Alafæ nel censimento danese dell'epoca.